# 田原市ぐるりんバス
田原市ぐるりんバスは、愛知県田原市で運行しているコミュニティバスである。

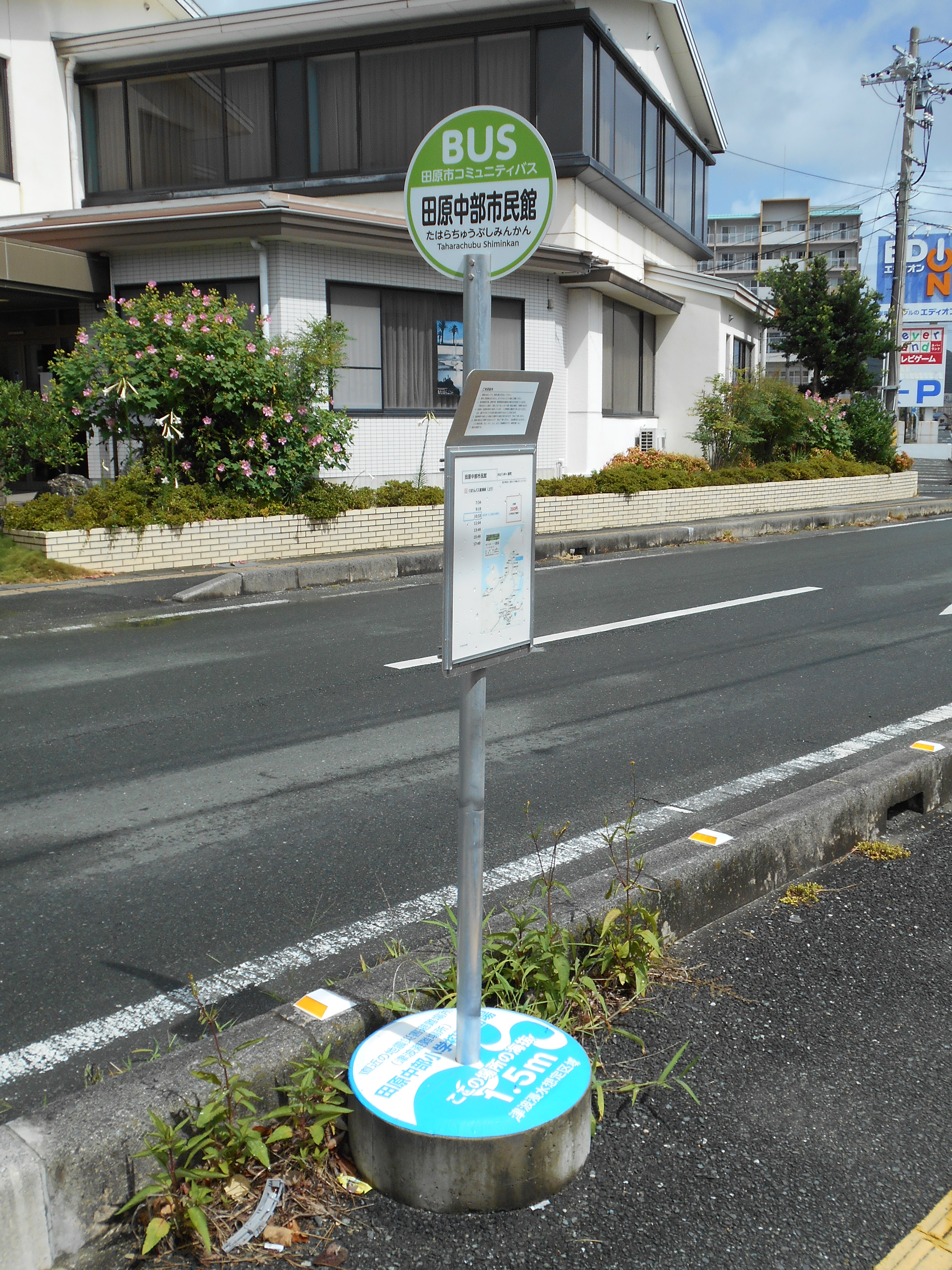
「田原中部市民館」バス停

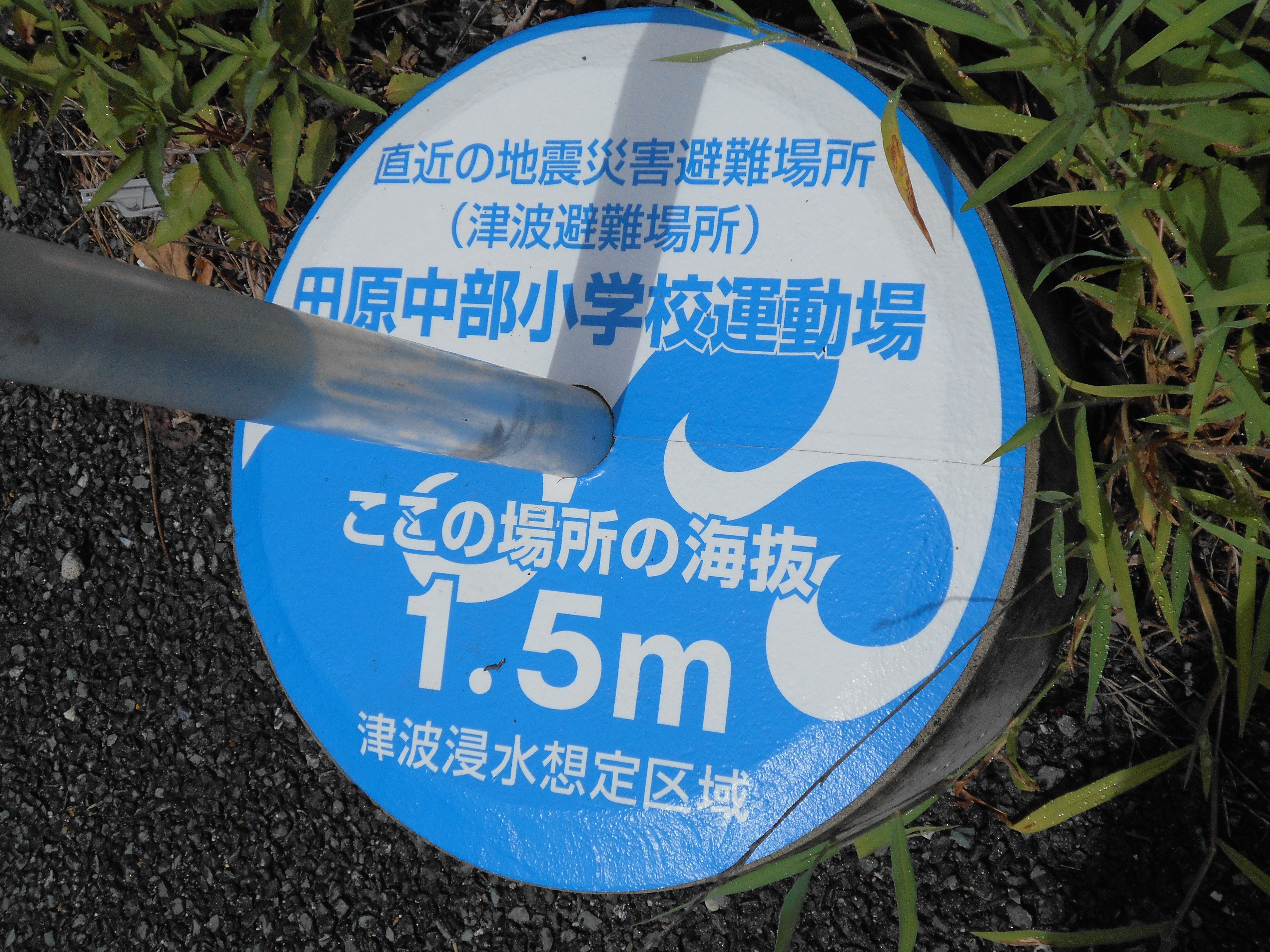
「田原中部市民館」バス停（土台部分）
南海トラフ巨大地震による津波浸水が想定される地域（川沿いなど）のバス停では、土台部分等に海抜や避難場所が表示されている

## 概要
豊橋鉄道渥美線および豊鉄バス伊良湖本線・伊良湖支線を補完するために運営している。田原町時代に運行を開始し、赤羽根町・渥美町合併後、旧2町の地域にも運行されている。田原市が事業主体で、民間事業者が運行主体である。
年末年始を含め毎日運行。ただし気象条件などにより、臨時運休する場合がある。

### 運行担当
- ぐるりんバス全線：豊鉄ミデイ
- ぐるりんミニバス表浜線：渥美交通
- ぐるりんミニバス中山線：豊鉄タクシー

### 運賃
路線によって運賃体系が異なる。
- ぐるりんバス市街地線は、1乗車100円。ぐるりんバス童浦線・ぐるりんバスサンテパルク線・ぐるりんミニバス全線は、1乗車200円。なお、小学生以下は全線無料。
- 「田原市ぐるりんバス運転免許証自主返納者無料乗車券」[注釈 1]を呈示すると無料。
- 障害者は、介護人（1名まで）とともに運賃が半額（現金の場合のみ。身体障害者手帳、療育手帳、精神障害者保健福祉手帳を呈示する必要あり）。
- manaca・TOICAなどのICカード乗車券は使用できない。QRコード決済は、PayPayが利用可能（2024年4月1日より）[4]。

## 歴史

### ぐるりんバス
- 2001年7月 - 9月まで試行運行。豊橋鉄道に運行委託[5]。
- 2002年7月21日 - 運行開始。渥美交通に運行委託。西部線、童浦線、中央線、表浜線の4路線[6]。
- 2003年7月1日 - 運行委託事業者を豊鉄ミディバスに変更。大久保線、西浦循環線を新設し、6路線となる。
- 2003年10月12日 - 赤羽根線を新設し、7路線となる[7][8]。
- 2004年
  - 運行委託事業者を豊鉄ミデイに変更。
  - 7月21日 - 表浜線から高松線を分割。8路線となる[9]。
- 2007年7月1日 - 中山線を新設。9路線となる[10][11]。
- 2009年4月1日 - 西浦循環線の運行を休止[12]。
- 2014年6月 - 「第2次田原市地域公共交通戦略計画」作成[13]。路線の再編が盛り込まれる。

### 田原市コミュニティバス
- 2015年10月1日 - 路線競合や運賃格差等の課題を解消するため大規模な再編が行われる[14][15] 。

### 田原市ぐるりんバス
- 2017年4月1日 - 市街地バス東線・西線をぐるりんバス市街地東線・西線へ、地域乗合タクシーをぐるりんミニバスへ改称し、一部運行内容を変更[16]。
- 2018年10月1日 - ぐるりんバス市街地東線・西線を統合し、一部運行内容を変更[17]。
- 2019年10月1日 - 運行内容を変更。ぐるりんバスサンテパルク線を新設し（野田線からの変更）、ぐるりんミニバス高松線・八王子線を廃止[18]。
- 2022年10月1日 - 一部運行内容を変更。ぐるりんバス中山線のルート変更およびバス停新設[19]。

## 路線

### ぐるりんバス

#### 市街地線
- ■ 田原駅→図書館→博物館入口→権現の森→藤七原湿地→滝頭公園→衣笠→田原駅→市役所前→渥美病院→田原駅
- ■ 田原駅→市役所前→渥美病院→田原駅→衣笠→滝頭公園→藤七原湿地→権現の森→博物館入口→図書館→田原駅

#### 童浦線
- ■ 渥美病院→田原駅→市役所前→図書館→シェルマよしご→波瀬→片西→片西南
- ■ 片西南→片西→波瀬→シェルマよしご→図書館→田原駅→市役所前→渥美病院
- ■ 片西南→シェルマよしご→図書館→田原駅→市役所前→渥美病院

#### サンテパルク線
- ■ 渥美病院→田原駅→市役所前→図書館→田原中学校→白谷海浜公園→仁崎→野田小学校→サンテパルク→芦集会所
- ■ 芦集会所→サンテパルク→野田小学校→仁崎→白谷海浜公園→田原中学校→図書館→市役所前→田原駅→渥美病院
- ■ 桜橋→仁崎→野田小学校→サンテパルク→芦集会所

### ぐるりんミニバス

#### 表浜線
- ■ 図書館→市役所前→田原駅→渥美病院→神戸小学校→大草保育園→高松東→ほうべの森入口→百々→谷熊→東部中学校→渥美病院→田原駅→市役所前→図書館
- ■ 図書館→市役所前→田原駅→渥美病院→東部中学校→谷熊→百々→ほうべの森入口→高松東→大草保育園→神戸小学校→渥美病院→田原駅→市役所前→図書館
- ■ 東ヶ谷→ほうべの森入口→高松東→大草保育園→神戸小学校→渥美病院→田原駅→市役所前→図書館

#### 中山線
- ■渥美支所→保美営業所→(ライフランド)→保美貝塚→福江中学校→中山小学校→小中山→田戸神社→中山小学校→福江中学校→保美貝塚→(ライフランド)→保美営業所→渥美支所

※一部の便はライフランドを経由しない。

## 車両

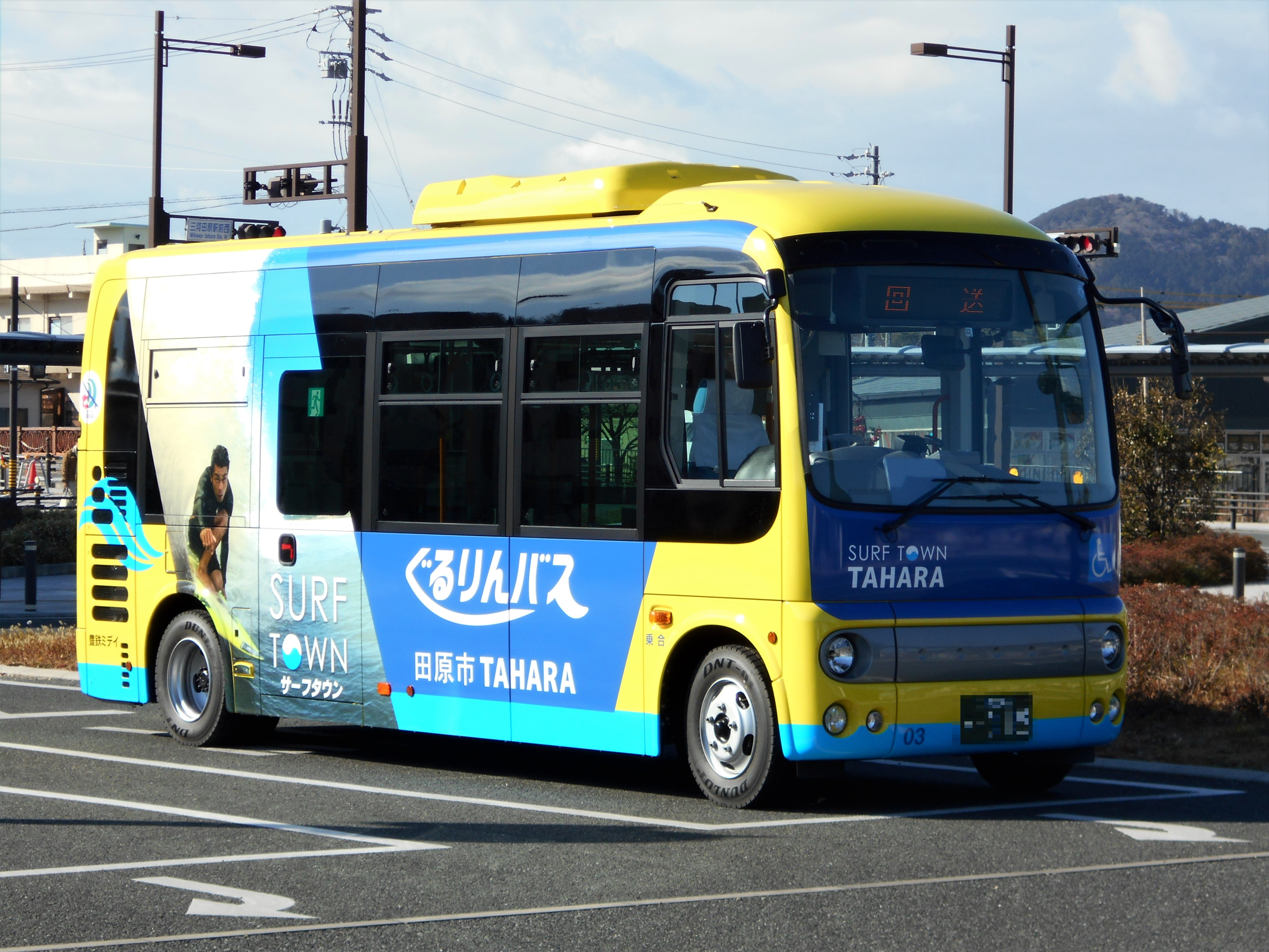
ラッピング車両「海バス」

ぐるりんバスの各路線は豊鉄ミディ所属の小型バス（日野ポンチョ・日野レインボーHR）または中型バス（いすゞエルガミオ） で、ぐるりんミニバスの各路線は9人乗りワゴン車両で運行される。
このうち、ぐるりんバスで運行される中型バスは、ラッピング車両となっている。
- 花バス（日野レインボーHR）：田原市産の花のデザインを施されている。
- 海バス（日野ポンチョ）：サーフィンのデザインを施されている。

いずれも2018年12月に導入。主に市街地線を運行。
- 農業号（いすゞエルガミオ）：田原市特産の農・畜産物やご当地キャラ「キャベゾウ」のデザインのデザインを施されている。

2021年11月に導入。主にサンテパルク線を運行。
- 臨海号（いすゞエルガミオ）：三河湾沿岸に建つ風車・ソーラーパネルや「キャベゾウ」のデザインを施されている。

2022年12月に導入。主に童浦線を運行。